# Pseudotragiscus venus
Pseudotragiscus venus – gatunek chrząszcza z rodziny kózkowatych i podrodziny zgrzypikowych. Jedyny przedstawiciel rodzaju Pseudotragiscus.

## Zasięg występowania
Afryka Wschodnia, występuje w Kenii.